# Gaolesiela Salang
Gaolesiela Salang, född 12 februari 1983, är en friidrottare från Botswana. Han deltog vid olympiska sommarspelen 2004.